# لسلی اچ مارتینسون
لسلی اچ مارتینسون (انگلیسی: Leslie H. Martinson؛ زادهٔ ۱۶ ژانویهٔ ۱۹۱۵) یک کارگردان اهل ایالات متحده آمریکا است.